# Ranoidea nyakalensis
A Ranoidea nyakalensis a kétéltűek (Amphibia) osztályának békák (Anura) rendjébe, a Pelodryadidae családba, azon belül a Pelodryadinae alcsaládba tartozó faj.

## Előfordulása
A faj Ausztrália endemikus faja, Queensland állam északkeleti részén, kis területen fordult elő. Természetes élőhelye a szubtrópusi vagy trópusi nedves síkvidéki erdők és folyók voltak. Élőhelyének elvesztése miatt pusztult ki. 2022.-ben nyilvánították kihalttá, miután 1990. óta nem látták.